# Hidria Segundo
Le Hidria Segundo est un l'un des derniers bateaux à vapeur construits en Espagne, et peut-être le seul encore en service[réf. nécessaire]. Il appartient à la société Vapores del Atlantico S.L., qui a réalisé sa restauration et qui gère son utilisation commerciale.

## Historique
Le Hidria Segundo était un bateau utilisé pour le transport d'eau dans les ports galiciens. Jusqu'aux années 1970 les communications par voie routière ou ferrée n'étaient pas très développées en Galice, à cause de l'orographie escarpée, et la voie maritime était la plus économique pour le transport et livraison de l'eau potable.
Le Hidria Segundo est construit en 1966, prenant la place (et le moteur) de son prédécesseur, le Hidria Primero. Il est donc l'un des derniers bateaux à vapeur construits en Espagne.
L'évolution des communications et le désenclavage de la Galice ont fait que le Hidria Segundo soit relégué, n'étant plus rentable. Au début des années 1990, le Hidria Segundo n'était plus en état de naviguer, et il semblait voué à finir comme épave sur une plage.
La société Vapores del Atlantico S.L. a été créé afin de restaurer cet élément du patrimoine maritime galicien. En 1997, ils ont réussi à acheter le Hidria Segundo, qui à l'époque était presque une épave à l'abandon. C'était le début d'un long et difficile processus de restauration qui a pris neuf ans.
Depuis la fin de 2005 le Hidria Segundo navigue à nouveau, participant depuis à diverses manifestations maritimes en Espagne et à l'international, comme un témoignage vivant du patrimoine maritime galicien.

## Hidria SegundoàBrest 2008
Le Hidria Segundo a été présent à Brest 2008, représentant de la délégation galicienne. Il était le plus grand bateau des Galiciens à Brest, et le seul à être venu par la mer.
Étant le seul bateau à vapeur de la fête, sa sortie lors des défilés du 16 juillet était très attendue. Cependant un problème sur l'une des pompes de la machine l'a empêché de prendre part le soir au grand défilé nocturne. Le lendemain, après une réparation rapide, il a pu partir avec la flotte, cap sur Douarnenez.